# Heinrich Neuhaus

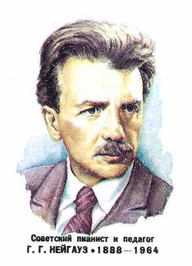
Heinrich Neuhaus

Heinrich Gustavovich Neuhaus (Russisch: Генрих Густавович Нейгауз, Genrich Gustavovitsj Nejgauz) (Jelisavetgrad (Kropyvnytsky), 12 april 1888 - Moskou, 31 maart 1964) was een Sovjet-Russisch pianist en pianopedagoog van Duitse afkomst. Hij gaf les aan het Conservatorium van Moskou van 1922 tot 1964. Zijn pianomethode "De kunst van het pianospel" (1958) wordt in vakkringen gezien als een gezaghebbende en belangrijke verhandeling op het gebied van het pianospel en behandelt vele uiteenlopende facetten van het pianistenvak.

## Levensloop
Hoewel Neuhaus' ouders beiden pianodocent waren is Neuhaus voornamelijk autodidact. De grootste invloed op zijn vroege artistieke ontwikkeling kwam van zijn neef Karol Szymanowski en van zijn oom Felix Blumenfeld tijdens bezoeken die Neuhaus aan zijn zuster bracht. Ook had hij enige lessen bij Aleksander Michałowski. In 1902 gaf Neuhaus een recital in Jelisavetgrad met de elfjarige Mischa Elman en in 1904 verzorgde hij concerten in Dortmund, Bonn, Keulen en Berlijn. Hierna volgde hij lessen bij Leopold Godowsky in Berlijn en van 1909 tot het uitbreken van de Eerste Wereldoorlog in 1914 op diens masterclasses in Wenen.
In 1914 begon Neuhaus als docent in zijn geboorteplaats en later in Tbilisi en Kiev (waar hij bevriend raakte met Vladimir Horowitz). Door een tijdelijke verlamming moest hij een poos zijn concertcarrière staken, en beperkte hij zich tot lesgeven. In 1922 werd hij docent aan het Conservatorium in Moskou. Daar werkte hij ook als directeur van 1935 tot 1937. Toen de Duitsers Moskou naderden in de Tweede Wereldoorlog werd hij in 1941 gevangengenomen als 'Duits spion', maar acht maanden later weer vrijgelaten door bemiddeling van Dmitri Sjostakovitsj, Emil Gilels en anderen. Bekende leerlingen van Neuhaus waren Yakov Zak, Sviatoslav Richter, Emil Gilels, Anatoly Vedernikov, Tikhon Khrennikov, Yevgeny Malinin, Lev Naumov, Tamara Guseva, Ryszard Bakst, Teodor Gutman, Vera Gornostayeva, Alexander Slobodyanik, Leonid Brumberg, Igor Zhukov, Oleg Boshniakovich, Anton Ginsburg, Valery Kastelsky, Gérard Frémy, Zdeněk Hnát, Eliso Virsaladze, Alexei Lubimov, Aleksey Nasedkin, Vladimir Krainev, Evgeny Mogilevsky, Amalya Baiburtyan, Victor Eresko en Radu Lupu.
Neuhaus werd geroemd om zijn poëtische spel en zijn pianistische raffinement. Hij was zijn hele leven bevriend met Boris Pasternak. Osip Mandelstam drukte zijn bewondering voor Neuhaus' spel uit in een gedicht. Stanislav Neuhaus, Heinrichs zoon uit zijn eerste huwelijk met Zinaida (die in 1931 met Pasternak hertrouwde) was ook een bekend pianist. Stanislav Bunin is zijn kleinzoon.